# Trachelipus taborskyi
Trachelipus taborskyi là một loài chân đều trong họ Trachelipodidae. Loài này được Frankenberger miêu tả khoa học năm 1950.